# Texture20
『Texture20』は、Koji Nakamura/Nyantoraのアルバム。2020年2月19日にMeltintoより発売された。

## 解説
SUPERCARのフロントマンである中村弘二がKoji Nakamura/Nyantora両名義で制作しているCD-Rシリーズ「Texture」の第20弾。
中村のオンラインショップ「Meltinto」や、ライブ会場で販売されている。
ジャケットのスタンプの色は赤、色紙は黒。
現在、全9曲中6曲のタイトルが発表されている。

## 収録曲
1. Red Sun
「Texture Web2」にも収録された。
2. タイトル未定
3. GAS
ショートPVが中村の公式Twitterで公開されている。
4. タイトル未定
5. Pluto
ショートPVが中村の公式Twitterで公開されている。
6. Setsubun Funk
アルバム発売前に音源が期間限定で無料配布された。
7. タイトル未定
8. Carrie '76
音源がSoundCloudで公開されている。「Texture Web」にも収録された。後にショートPVが中村の公式Twitterで公開された。
9. funka3

全作曲・編曲：中村弘二